# Іскра (Нанайський район)
І́скра (рос. Искра) — село у складі Нанайського району Хабаровського краю, Росія. Входить до складу Сіндинського сільського поселення.

## Населення
Населення — 35 осіб (2010; 57 у 2002).
Національний склад (станом на 2002 рік):
- росіяни — 70 %